# Salvación de Busuanga
Salvación  es un barrio urbano  del municipio filipino de tercera categoría de Busuanga perteneciente a la provincia  de Paragua en Mimaro,  Región IV-B.

## Geografía
Este barrio  se encuentra en  la Isla Busuanga la más grande del Grupo Calamian situado a medio camino entre las islas de Mindoro (San José) y de Paragua (Puerto Princesa), con el Mar de la China Meridional a poniente y el mar de Joló a levante. Al sur de la isla están las otras dos islas principales del Grupo Calamian: Culión y  Corón.
Su término linda al norte con el barrio de   Vieja Busuanga (Old Busuanga); al sur con el barrio de  Bogtong (Bugtong); al este con el barrio de  Cheey;  y al oeste con la bahía de Gutob en el Mar de la China Meridional. Comprende además la  isla  de  Salvación (Denicolán) situada en la bahía de Gutob.

### Demografía
El barrio  de Salvación contaba  en mayo de 2010 con una población de 2.515 habitantes.

## Patrimonio
Iglesia parroquial  católica bajo la advocación de Nuestra Señora de la Salvación.
Forma parte del Distrito 5 de  la Vicaría Apostólica de Taytay sufragánea  de la Arquidiócesis de Lipá.

## Historia
El 17 de junio de 1950, este barrio de Salvación, que hasta  ahora formaba parte del municipio de Corón pasan a constituir un nuevo municipio que será conocido con el nombre de Busuanga. Su ayuntamiento se situará en el barrio de  Nueva Busuanga.